# غض البصر
غض البصر لغةً يعني خفضه واصطلاحا كف البصر عن الاسترسال في التأمل والنظر.

## غض البصر لغة
غض البصر في اللغة يعني منعه من الاسترسال في التأمل والنظر.
قالَ ابنُ فارسٍ:
«الغين والضاد يدلّان على كفٍّ ونَقْص، (مثل) غضُّ البصر، وكلُّ شيءٍ كففتَه فقد غَضَضْته.»
وقالَ ابنُ منظورٍ في لسان العرب:
«وغَضَّ طَرْفَه وبَصره أي: كفَّه وخَفَضَه وكسره. وقيل: هو إِذا دانى بين جفونه ونظر.»

## غض البصر شرعًا
غض البصر في الشرع له معانٍ واستعمالات متعددة، ومنها:
1- غض البصر عن عورات الناس، ومن ذلك غض البصر عن النظر للمرأة وزينتها، قالَ ابنُ تيمية:
"والله سبحانه قد أمر في كتابه بغض البصر وهو نوعان: 1- غض البصر عن العورة، 2- وغضه عن محل الشهوة. فالأول كغض الرجل بصره عن عورة غيره. وأما النوع الثاني من النظر، كالنظر إلى الزينة الباطنة من المرأة الأجنبية، فهذا أشد من الأول، كما أن الخمر أشد من الميتة والدم ولحم الخنزير، وعلى صاحبها الحد؛ لأن هذه المحرمات لا تشتهيها النفوس كما تُشتَهَى الخمر".
2- غض البصر عن بيوت الناس وما أغلقت عليه أبوابهم، قالَ ابنُ تيمية:
"وكما يتناول غض البصر عن عورة الغير وما أشبهها من النظر إلى المحرمات، فإنه يتناول الغض عن بيوت الناس، فبيت الرجل يستر بدنه كما تستره ثيابه، وقد ذكر سبحانه غض البصر وحفظ الفرج بعد آية الاستئذان، وذلك أن البيوت سُتْرَة، كالثياب التي على البدن".
وقالَ ابنُ قيِّمٍ الجوزيَّة:
"ومن النظر الحرام: النظر إلى العورات، وهي قسمان: عورة وراء الثياب، وعورة وراء الأبواب".
3- غض البصر عما في أيدي الناس من الأموال والنساء والأولاد والمتاع ونحوها، قال الله تعالى: (لاَ تَمُدَّنَّ عَيْنَيْكَ إِلَى مَا مَتَّعْنَا بِهِ أَزْوَاجاً مِّنْهُمْ وَلاَ تَحْزَنْ عَلَيْهِمْ وَاخْفِضْ جَنَاحَكَ لِلْمُؤْمِنِينَ) [الحِجْر:88].
قال الشيخ عبد الرحمن السعدي في تفسيره:
" أي: لا تعجب إعجابًا يحملك على إشغال فكرك بشهوات الدنيا التي تمتع بها المترفون، واغترَّ بها الجاهلون، واستغنِ بما آتاك الله من المثاني والقرآن العظيم".
وقال أيضًا:
"أي: لا تمد عينيك معجبًا، ولا تكرر النظر مستحسنًا إلى أحوال الدنيا والمُمَتَّعين بها من المآكل والمشارب اللذيذة والملابس الفاخرة والبيوت المزخرفة والنساء المجملة فإن ذلك كله زهرة الحياة الدنيا تبتهج بها نفوس المغترين، وتأخذ إعجابًا بأبصار المعرضين، ويتمتع بها -بقطع النظر عن الآخرة- القوم الظالمون، ثم تذهب سريعًا وتمضي جميعًا وتقتل محبيها وعشاقها فيندمون حيث لا تنفع الندامة ويعلمون ما هم عليه إذا قدموا في القيامة وإنما جعلها الله فتنةً واختبارًا ليعلم من يقف عندها ويغتر بها ومن هو أحسن عملًا".

## الوسائل المعينة على غض البصر
1- استحضار اطلاع الله عليك ومراقبة الله لك في كل حركاتك وسكناتك، فإنه يراك ويعلم سرك ونجواك، فقد تكون نظرة لمعصية لا يعلمها عنها أحد، لكنَّ الله يعلمها. قال الله تعالى: ﴿يَعْلَمُ خَائِنَةَ الْأَعْيُنِ وَمَا تُخْفِي الصُّدُورُ﴾ [غافر:19]
2- الاستعانة بالله ودعائه بحفظ البصر وغضه عن المحرمات، قال الله تعالى: (وقال ربكم ادعوني أستجب لكم) [غافر:60].
3- أن تعلم أن كل نعمة عندك هي من الله تعالى، وهي تحتاج منك إلى شكر، ونعمة البصر من شكرها أن تحفظها عما حرم الله، قال الله تعالى: (وما بكم من نعمة فمن الله) [النحل:53].
4- مجاهدة النفس على غض البصر والصبر على ذلك والبعد عن القنوط، قال الله تعالى: (والذين جاهدوا فينا لنهدينهم سبلنا) [العنكبوت:69].
وقال رسول الله: (ومن يستعفف يعفه الله ومن يستغن يغنه الله ومن يتصبر يصبره الله) رواه البخاري (1400).
5- اجتناب الأماكن التي يخشى الإنسان فيها من فتنة النظر إلى المحرمات، ومن ذلك الذهاب إلى الأسواق والجلوس في الطرقات، قال رسول الله: (إياكم والجلوس في الطرقات، قالوا: مالنا بدٌّ، إنما هي مجالسنا نتحدث فيها، قال: فإذا أبيتم إلا المجالس، فأعطوا الطريق حقها، قالوا: وما حق الطريق؟ قال: غض البصر، وكف الأذى) رواه البخاري (2333) ومسلم (2121).
6- الإكثار من النوافل والسنن، فإن الإكثار منها مع المحافظة على القيام بالفرائض، سببٌ في حفظ جوارح العبد، قال الله تعالى في الحديث القدسي: (وما يزال عبدي يتقرب إليَّ بالنوافل حتى أحبه، فإذا أحببته كنت سمعه الذي يسمع به، وبصره الذي يبصر به، ويده التي يبطش بها، ورجله التي يمشي بها، وإن سألني لأعطينه، ولئن استعاذني لأعيذنه) رواه البخاري (6137).
7- تذكر شهادة الأرض التي تمارس عليها المعصية، قال الله تعالى: (يومئذ تحدث أخبارها) [الزلزلة:4].
8- تذكر الملائكة الذين يحصون عليك أعمالك، قال الله تعالى: (وإن عليكم لحافظين* كراماً كاتبين* يعلمون ما تفعلون) [الانفطار:10-12].